# بلاي ستيشن كلاسيك

صندوق بلاي ستيشن كلاسيك الـمُصَغَر

بلاي ستيشن كلاسيك (بالإنجليزية:PlayStation Classic) هو نسخة مصغره من الجهاز الأصلي بلاي ستيشن 1 صدر رسميا في 3 ديسمبر 2018 بسعر 99 دولار ويتضمن الجهاز 20 لعبة مخزنة وتأتي النسخة بمناسبة مرور 25 عام على إطلاق أول جهاز بلاي ستيشن عام 1994.

## الخليفة التاريخية

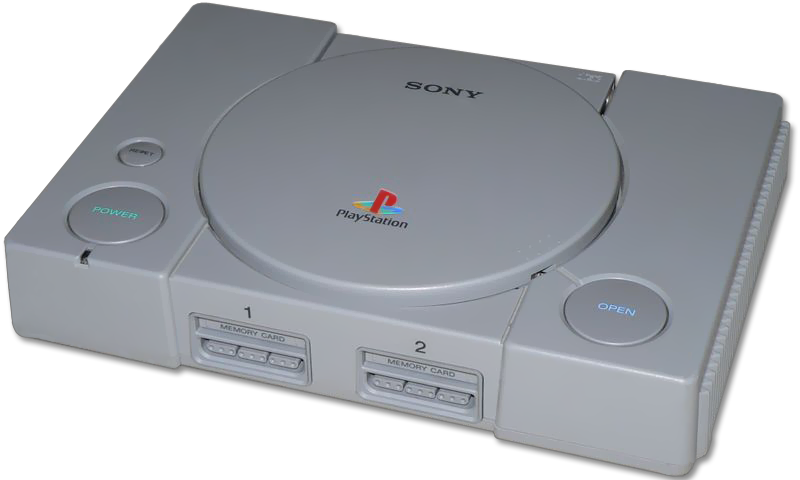
النسخة الأصلية لبلاي ستيشن التي صدرت عام 1994.

كانت شركة سوني قد أطلقت أول إصدار من جهازها للألعاب بلاي ستيشن في 3 ديسمبر عام 1994 في اليابان، ونجح الجهاز في تحقيق مبيعات تزيد عن 100 مليون وحدة، وذلك بعد 9 سنوات و6 أشهر من إطلاقه رسميا صدر عام 1994

## مميزات الجهاز
1. -حجم الجهاز أصغر من الأصلي بحوالي 45%.
2. -يحوي الجهاز عدد من الألعاب المخزنة على الجهاز.
3. -يمكن حفظ اللعبة في نفس الجهاز دون الحاجة إلى ذاكرة تخزين.

## الألعاب المتضمنة
| مشتركة لجميع المناطق | حصريا في أمريكا الشمالية/منطقة بال/كوريا/جنوب شرق آسيا | حصريا في اليابان/تايوان/هونغ كونغ                                                                            |
| --- | --- | --- |
| - بتل ارينا توشيندن - فاينل فانتازي 7 - انتيليجنت كيوب - جامبينغ فلاش! - ميتال غير سوليد - مستر دريلر - آر4: ريدج ريسر تايب 4 - ريزدنت إيفل - ريفلوشن: بيرسونا - سوبر بزل فيتر 2 تيربو - تيكن 3 - وايلد ارمز | - كول بوردرز 2 - ديستركشن ديربي - جراند ثفت أوتو - آد ورلد:آيبز آديسي - رايمان (لعبة فيديو) - سيفون فلتر (لعبة 1999) - توم كلانسي رينبو سكس - تويستد ميتال | - ارك ذا لاد - ارك ذا لاد 2 - ارمورد كور - جي-داريوس - جراديوس جيدن - باراسايت إيف - سيجا فرونتير - ديڤل ديس |

1. 1 2 3 4 5 6 7 8 9  These games use the بال (إشارة) releases.
2. ↑  The Japanese console uses the western version of Final Fantasy VII, titled Final Fantasy VII International.
3. ↑  Resident Evil: Director's Cut was titled Bio Hazard: Director's Cut in Japan.
4. ↑  Super Puzzle Fighter II Turbo was titled Super Puzzle Fighter II X in Japan.